# وكالة أمن الاتصالات
وكالة أمن الاتصالات، التي كانت تعرف سابقًا باسم مؤسسة أمن اتصالات كندا، هي وكالة التشفير الوطنية التابعة لحكومة كندا، تعمل تحت إشراف وزارة الدفاع، وتعتبر مسؤولة عن الاستخبارات الخارجية في ما يتعلق بحماية شبكات المعلومات والاتصالات الإلكترونية للحكومة الكندية. هذه الوكالة مسؤولة أمام وزير الدفاع من خلال نائب رئيسها ورئيسها، ووزير الدفاع مسؤول بدوره أمام مجلس الوزراء والبرلمان الكندي. بنت الوكالة مؤخرًا مقرًّا جديدًا لها يزد عن 110 ألف متر مربع، ترأس الوكالة حاليًا شيلي بروس التي تولت المنصب في 27 يونيو 2018.

## تاريخ
تأسست وكالة أمن الاتصالات في عام 1946 باعتبارها فرع الاتصالات التابع للمجلس القومي للبحوث، وبقيت وكالة سرية حتى كشف الغطاء عنها من خلال الفيلم الوثائقي «الوكالة الخامسة» من إصدار تلفزيون سي بي سي. تعود أصول الوكالة للحرب العالمية الثانية حين عملت منظمة الاتصالات المدنية على اعتراض الاتصالات الإلكترونية الأجنبية من خلال محطة سلاح الإشارة الكندي في مطار روكليف في أوتاوا، وعملت الوكالة أيضًا مع محطة الجيش الكندي في ليتريم جنوب أوتاوا، وهي أقدم محطة استخبارات لجمع إشارات الاتصالات في كندا. أُسست محطة ليتريم من قبل هيئة الإشارة الكندية الملكية في عام 1941 كمحطة لاسلكية خاصة، وأعيد تسميتها بمحطة أوتاوا اللاسلكية في عام 1949، واكتسبت اسمها الحالي بعد إنشاء نظام الراديو التكميلي في عام 1966. عند انطلاقتها في عام 1946، عمل في المحطة قرابة 75 موظفًا، أما اليوم فيعمل فيها 2000 موظف، نجحت هذه الوحدة في فك تشفير وترجمة وتحليل الإشارات الأجنبية، وحولت تلك المعلومات إلى تقارير استخبارية مفيدة خلال الحرب.
بقيت وكالة أمن الاتصالات الكندية والمعلومات التي جمعتها وشاركتها سرية لمدة 34 عامًا، حتى 9 يناير 1974 عندما تحدث الفيلم الوثائقي «الوكالة الخامسة: مؤسسة التجسس» من إنتاج ويليام ماكادام وأبحاث جيمس دوبرو عن المنظمة، خلق هذا الفيلم جدلًا واسعًا في مجلس العموم في كندا ودفع الحكومة الكندية للاعتراف بوجود الوكالة. أما اليوم، فقد أصبحت الوكالة معروفة للعموم، وتشغل العديد من المباني البارزة في أوتاوا، بما في ذلك مبنى إدوارد دريك الشهير ومبنى السير ليونارد تيلي المجاور.
كانت الوكالة خلال الحرب الباردة مسؤولة بشكل أساسي عن توفير المعلومات لوزارة الدفاع في ما يتعلق بالعمليات العسكرية للاتحاد السوفيتي. ومنذ ذلك الحين أصبحت المصدر الرئيسي لمعلومات الاتصالات الاستخبارية في كندا، بالإضافة لذلك فهي تقدم  اليوم المشورة الفنية والإرشادات والخدمات لحكومة كندا للحفاظ على أمن البنية التحتية للمعلومات والبيانات الخاصة بها.
أنشأت وكالة أمن الاتصالات المركز الكندي لأمن النظم في عام 1988، وتمثلت مهمة هذا المركز في تحديد معيار أمان للكمبيوترات في كندا بالإضافة لأهداف أخرى. أدى ذلك إلى تحديد ونشر معايير لتقييم منتجات الكمبيوتر الموثوقة في كندا. في بداية عام 2008، وتماشيًا مع برنامج الهوية الفيدرالية الذي أقرّته الحكومة الكندية، والذي يطلب من جميع الوكالات الفيدرالية أن تحمل كلمة كندا في اسمها، اعتمد  الوكالة اسمها الحالي «وكالة أمن الاتصالات الكندية».

### وحدة الفحص
تأسست وحدة الفحص في يونيو 1941 كفرع لمجلس البحوث القومي الكندي. وكانت المحطة الرئيسية للوحدة في ذلك الوقت عبارة عن منزل بالقرب من مقر سكن رئيس الوزراء لورير في ساندي هيل - أوتاوا. اختارت الوحدة هذا الموقع لأنهم شعروا أنه لن يثير أي شكوك عند الأعداء. تمثّلت المهمة الأصلية للوحدة في اعتراض اتصالات ألمانيا وحكومة فيشي الفرنسية المؤيدة لها، وتوسعت صلاحيتها في وقت لاحق لتشمل اعتراض وفك تشفير المراسلات اليابانية بعد دخول اليابان الحرب العالمية الثانية. عمل في الوحدة في ذلك الوقت 45 موظفًا فقط.
أعلن الرئيس الأمريكي هاري ترومان في سبتمبر 1945 أنه من الأهمية بمكان أن تُنفذ عمليات الاستخبارات والتجسس في وقت السلم كما هو الحال في وقت الحرب. توصلت الحكومة الكندية إلى نفس القرار في ديسمبر من نفس العام، ولهذا السبب استمر وجود الوحدة وغُير اسمها إلى وكالة أمن الاتصالات.

## استخبارات الإشارة
أنشأت وكالة أمن الاتصالات الكندية برنامج «استخبارات الإشارة»، مهمته تقديم المعلومات الاستخبارية لتفي بمتطلبات الحكومة الكندية. تقع المنشأة العسكرية الرئيسية الخاصة بالبرنامج في الطرف الجنوبي من أوتاوا. تجمع الوكالة المعلومات الأجنبية التي يمكن أن تستخدمها الحكومة للتحذير الاستراتيجي، وتصيغ السياسات العامة، وتصنع القرار في مجالات الأمن القومي والدفاع الوطني، وتجري تقييمًا يوميًا للقدرات والنوايا الأجنبية. وتتخصص المحطة في ليتريم باعتراض الاتصالات الإلكترونية من السفارات في العاصمة أوتاوا وإليها.
تعتمد وكالة أمن الاتصالات الكندية في مجال الاستخبارات الأجنبية على أقرب حلفائها: الولايات المتحدة، المملكة المتحدة، أستراليا، ونيوزيلندا للمشاركة في عبء جمع البيانات وتقاسم المعلومات الاستخباراتية الناتجة، ولذلك تعتبر كندا عضوًا مستفيدًا ومشاركًا كبيرًا في جهود التعاون لجمع المراسلات الأجنبية والإبلاغ عنها.
كان العمل الرئيسي للوكالة أثناء الحرب الباردة هو جمع المعلومات الاستخباراتية في مجال الدفاع الوطني، وكانت تركز خصوصًا على العمليات العسكرية للاتحاد السوفيتي. أما بعد نهاية الحرب الباردة، فقد تطورت متطلبات الحكومة الكندية لتشمل مجموعة واسعة من القضايا السياسية والدفاعية والأمنية، وبدأ التركيز أكثر على حماية سلامة الكنديين، مع الاهتمام بالمعلومات الاستخباراتية حول قضايا عابرة للحدود بما في ذلك الإرهاب العالمي.

## التصريح الرسمي
أقرت الحكومة الكندية في ديسمبر 2001 مشروع قانون شامل أصبح لاحقًا قانون مكافحة الإرهاب. عدّل القانون الجديد قسمًا من قانون الدفاع الوطني، واعترف رسميًا بتفويض وكالة أمن الاتصالات المكون من ثلاثة أجزاء:
- الحصول على البيانات العالمية واستخدامها بغرض توفير معلومات استخباراتية أجنبية وفقًا لأولويات استخبارات حكومة كندا.
- تقديم المشورة والتوجيه والخدمات للمساعدة في ضمان حماية المعلومات الإلكترونية والبنى التحتية للمعلومات ذات الأهمية للحكومة الكندية.
- تقديم المساعدة الفنية والتشغيلية للوكالات القانونية والفيدرالية في أداء واجباتها القانونية.

عزز قانون مكافحة الإرهاب قدرة الوكالة على المشاركة في الحرب على الإرهاب من خلال توفير التفويض اللازم لقيامها بذلك.
يحظر القانون الاجتماعي الأوروبي اعتراض الاتصالات المحلية، وعند اعتراض الاتصالات بين مصدر محلي وآخر أجنبي تحذف الاتصالات المحلية أو يتم تجاهلها بطرق أخرى، ولكن بعد هجمات 11 سبتمبر 2001 على الولايات المتحدة، توسعت سلطات وكالة أمن الاتصالات الكندية وسُمح لها باعتراض الاتصالات الأجنبية التي تبدأ أو تنتهي في كندا طالما أن الطرف الآخر خارج الحدود، وصدر تصريح وزاري خصيصًا لهذا الغرض، ومع ذلك، تجدر الإشارة إلى أن الوكالة تلتزم بجميع القوانين الكندية، بما في ذلك القانون الجنائي، وميثاق الحقوق والحريات الكندي، وقانون حماية الخصوصية.

## المرافق الجديدة
شهدت الوكالة زيادة سريعة في عدد الموظفين منذ هجمات 11 سبتمبر في الولايات المتحدة، ولاستيعاب هذه الزيادة الكبيرة، بنت الوكالة منشآت جديدة بتكلفة وصلت لنحو 1.2 مليار دولار كندي. إذ شُيّدت منشأة جديدة في الجزء الشرقي من أوتاوا تبلغ مساحتها 72 ألف متر مربع. بدأ البناء في أوائل عام 2011 واكتمل في عام 2015. تشير التقارير لوجود ممرات آمنة بين هذه المنشآت تسمح بتنقل الموظفين بينها.